# Amilcar Type G

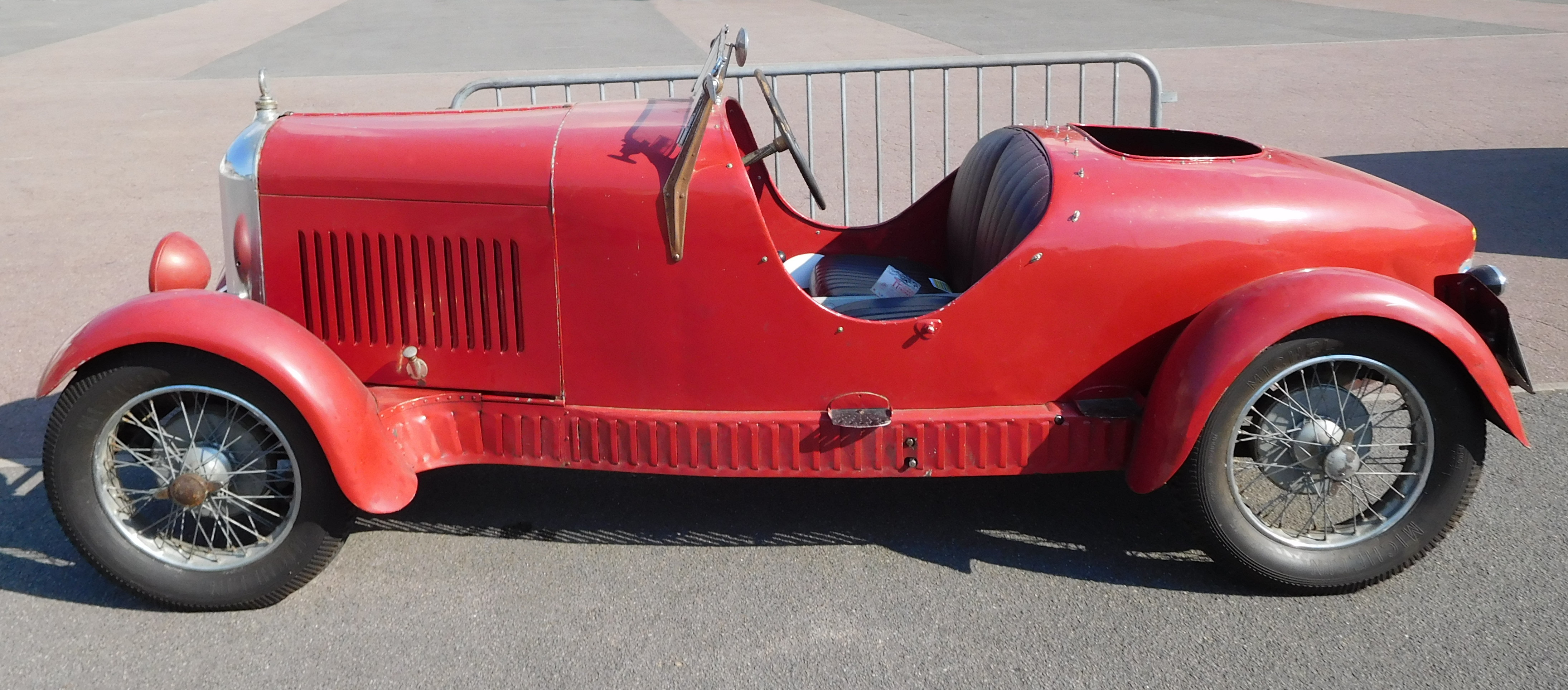
Seitenansicht eines offenen Dreisitzers

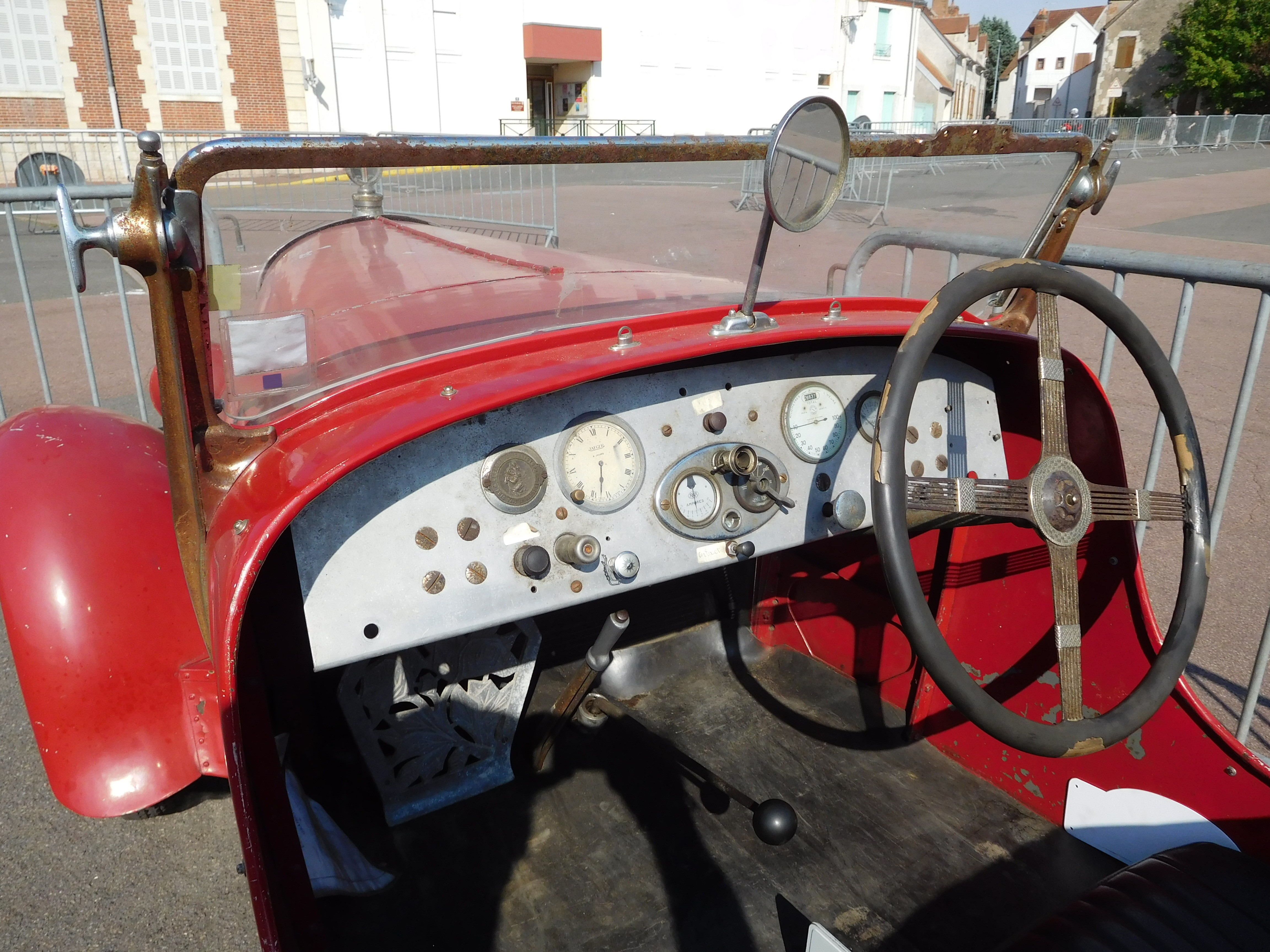
Armaturenbrett

Der Amilcar Type G (kurz Amilcar G) war ein Pkw der französischen Marke Amilcar.

## Beschreibung
Amilcar präsentiert das Fahrzeug im Oktober 1924 auf dem Pariser Autosalon, begann aber erst im Oktober 1925 mit der Serienfertigung. Es war größenmäßig zwischen dem kleineren Amilcar Type CC und dem größeren Amilcar Type E platziert. 
Die Abmessungen des Vierzylindermotors stimmten mit dem Amilcar Type CGS überein. Dennoch gab es kleine Unterschiede bei der Nockenwelle. 60 mm Bohrung und 95 mm Hub ergaben 1074 cm³ Hubraum und eine steuerliche Einstufung mit 7 Cheval fiscal. Der Motor leistete 28 PS. Die Thermosiphonkühlung war typisch für die Zeit. Das Getriebe mit drei Gängen entsprach dem Type CGS.
Der Radstand betrug 260 cm und die Spurweite 119 cm. Als Fahrzeuglänge sind 331 cm und als Fahrzeugbreite 128 cm angegeben. Das Fahrzeug wog abhängig von der Karosserie etwa 800 kg. Im Gegensatz zum Type CGS hatte die Hinterachse ein Differentialgetriebe.
Ende 1927 wurde die Produktion eingestellt. Die Motoren erhielten die Nummern von 70.001 bis 72.500, was auf maximal 2500 Fahrzeuge hindeutet. Gesichert sind dagegen die Produktion von 312 Fahrzeugen 1925 und 1417 Fahrzeugen von Januar bis Oktober 1926 sowie der Verkauf des 508. Fahrzeugs am 27. März 1926.
Nachfolger wurde der Amilcar Type L.

## Motorsport
Marcel Lefebvre-Despeaux, Direktor von Cozette, gewann Anfang 1927 in einem Type G mit Ricardo-Zylinderkopf, Cozette-Kompressor und Aufbau als viertürige Limousine mit Weymann-Karosserie die Rallye Monte Carlo.

## Auktionsergebnisse
Coys versteigerte 2016 ein zweisitziges Cabriolet von 1926 für 33.082 Euro.
2017 erzielte Mossgreen 30.550 Australische Dollar für einen sportlichen Zweisitzer von 1925.